# 금성항
금성항은 제주특별자치도 제주시 애월읍 금성리에 위치한 어항이다. 2004년 9월 23일 어촌정주어항으로 지정되었다. 관리청은 제주시, 시설관리자는 제주시장이다.

## 어항 연혁
금성리는 천혜적 자연환경 조건을 지니고 있다. 마한시대 이전부터 육지와 중국을 왕래하는 선박들이 하구를 이용하게 됨으로 정자천(亭子川) 하구를 중심으로 모슬개촌을 이루어 거주하여 오던 중 삼별초난(三別抄亂)이 발생하여 1273년 삼벌초군을 평정한 원군이 탐라국을 직할령으로 예속시켜 통치하게 되었다.

## 어항 구역
- 수역: 28,965m2[1]

## 어항 시설
1989년 선착장 137m축조하여 이용중인 기존 포구가 있으나 개발여건이 좋지 않아 신규어항개발계획을 수립하였으며 현재 기본시설이 전혀 시설되어 있지 않다.